# Gardoš
Gardoš (serbisch-kyrillisch Гардош) ist ein Stadtviertel von Zemun, einem Stadtbezirk der serbischen Hauptstadt Belgrad. Es befindet sich am gleichnamigen Hügel nördlich der Zemuner Innenstadt und westlich der Donau.

## Lage
Im Nordwesten grenzt das Viertel an den Stadtteil Gornji Grad, im Süden an Ćukovac Muhar und im Südosten an Donji Grad. Die Donau bildet die östliche Grenze. Das Dorf ist rund 20 Kilometer vom Flughafen Belgrad entfernt.

## Geographie
Nach massiven Überschwemmungen im Jahr 1876 begannen die örtlichen Behörden den Bau des steinernen Dammes entlang des Ufers der Donau.

## Sehenswürdigkeiten

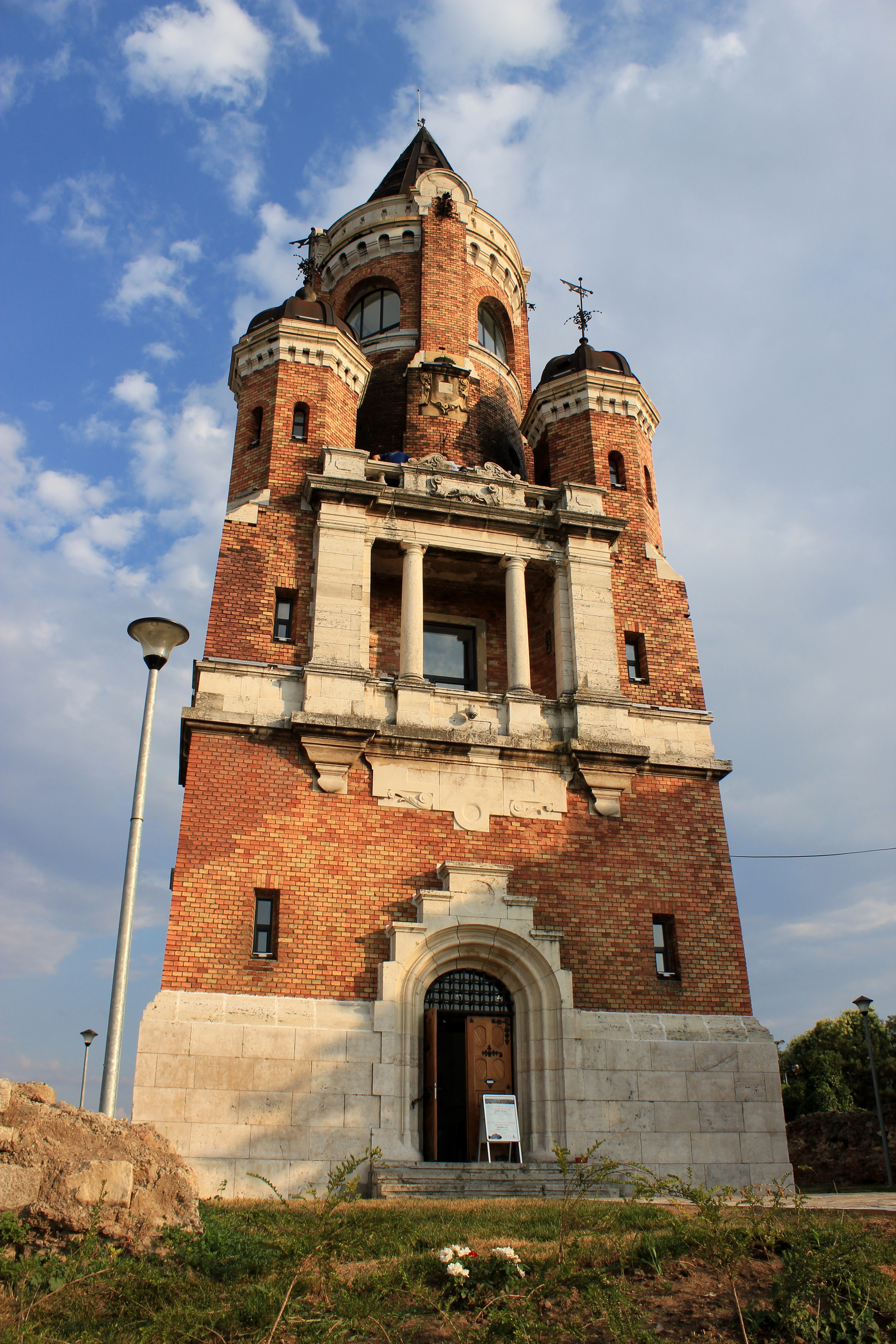
Gardoš-Turm

Markantester Punkt des Viertels ist der Gardoš-Turm auf dem Gipfel des Hügels, der einen weiten Ausblick über Zemun, die Donau und die Belgrader Innenstadt bietet. Er ist auch unter dem Namen Kula Sibinjanin Janka („Der Turm von Janos Hunyadi“) bekannt und wurde am 20. August 1896 eröffnet. Obwohl Österreich-Ungarn, auf dessen Territorium Gardoš damals lag, im Serbienfeldzug 1914 in Serbien einmarschierte, blieb der Turm im Krieg unbeschadet.
Am Donauufer unterhalb des Gardoš-Hügels sowie am Hang oberhalb der Donau gibt es einige Cafés und Restaurants.

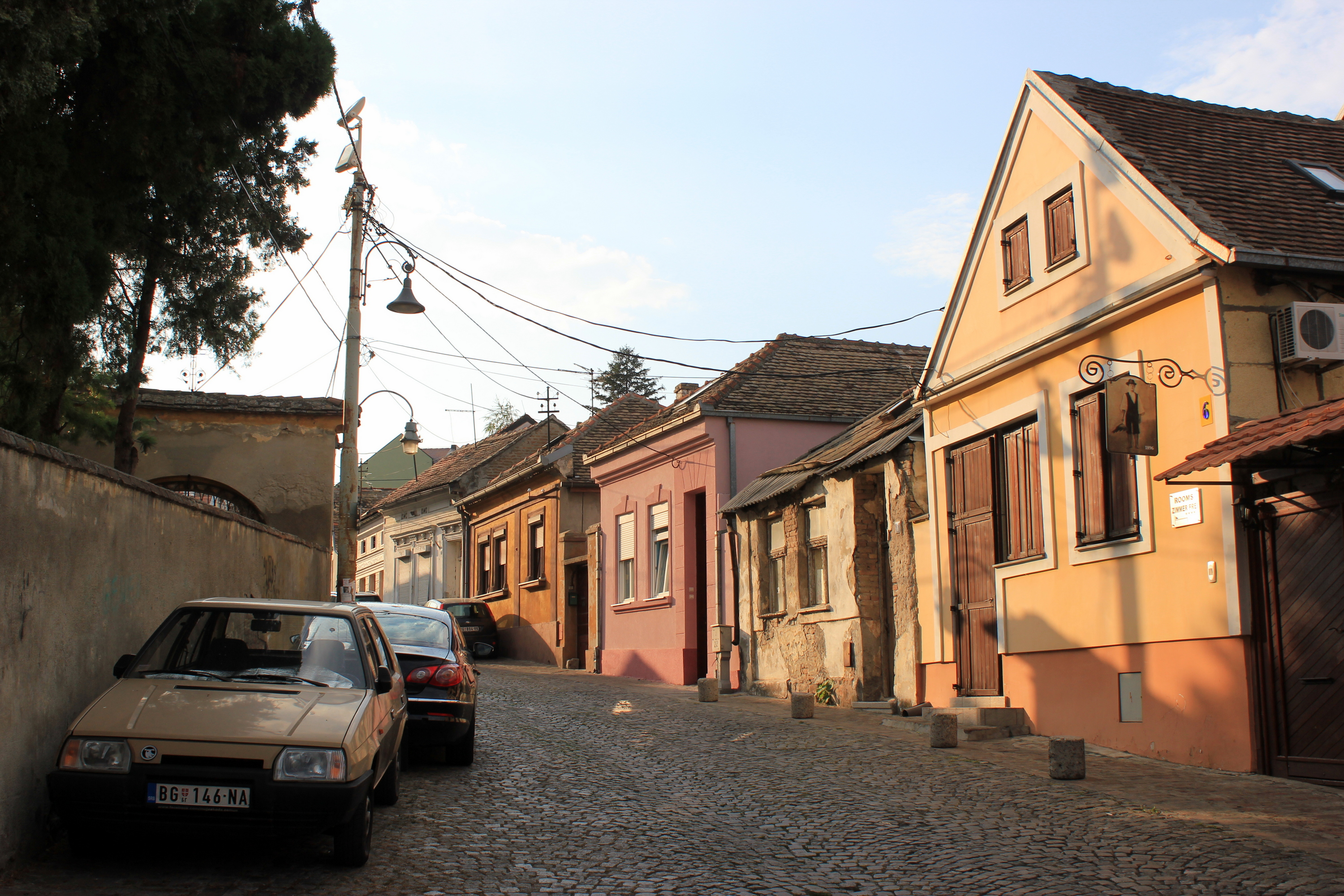
Die Sinđelićeva-Straße führt aus der Zemuner Altstadt auf den Gardoš-Hügel
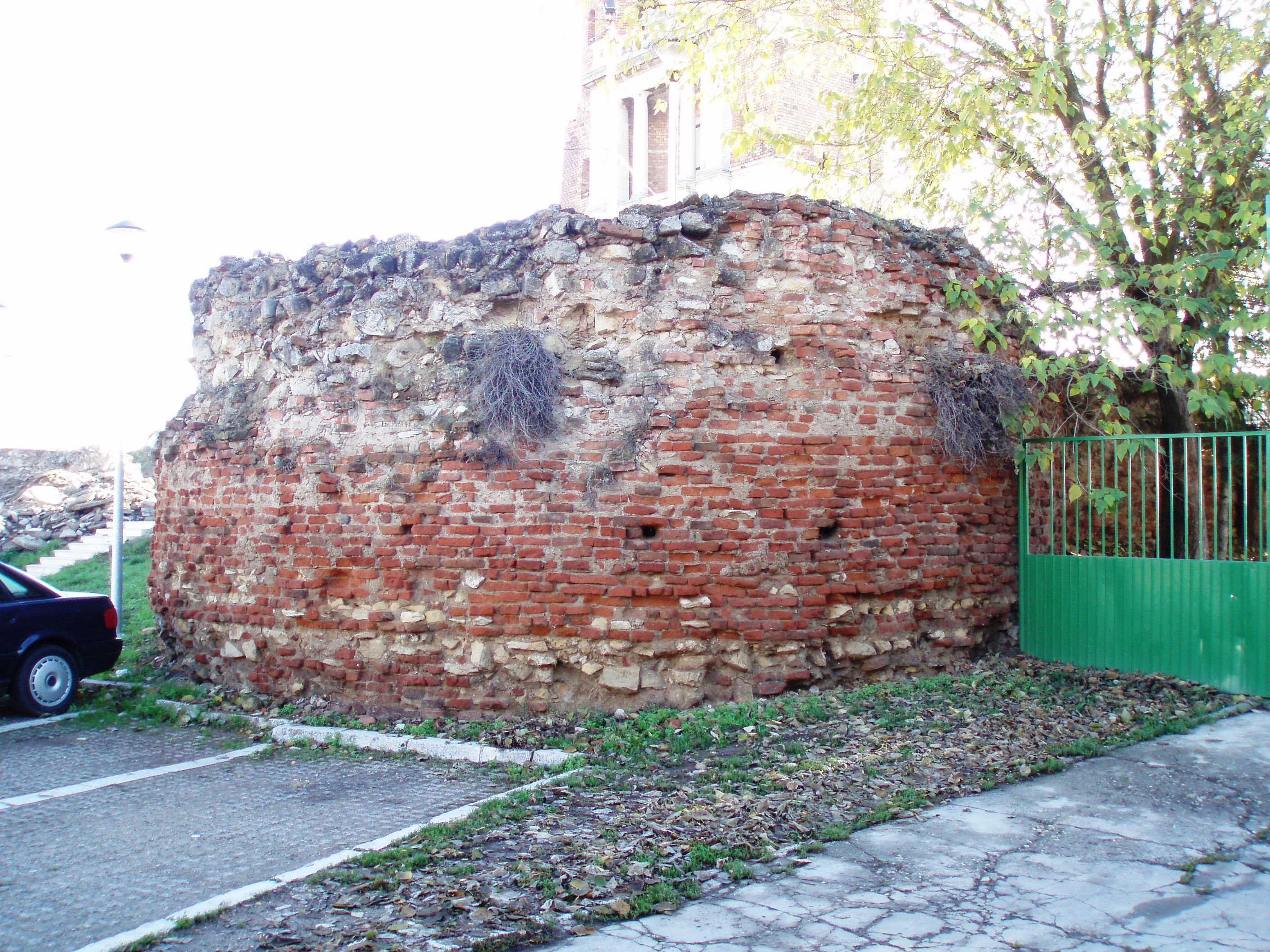
Ruinen der Kirche
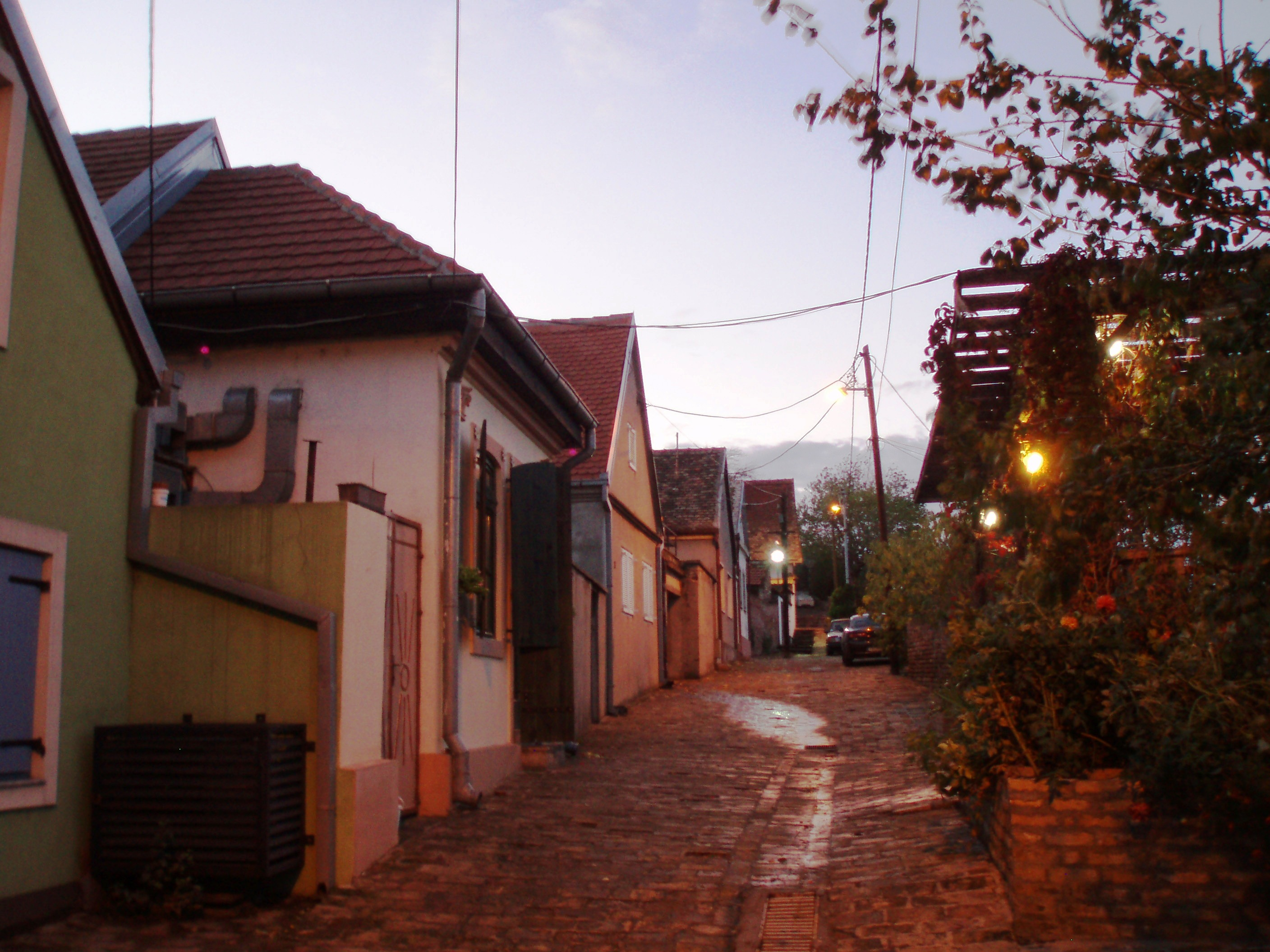
Die Čunarska Straße
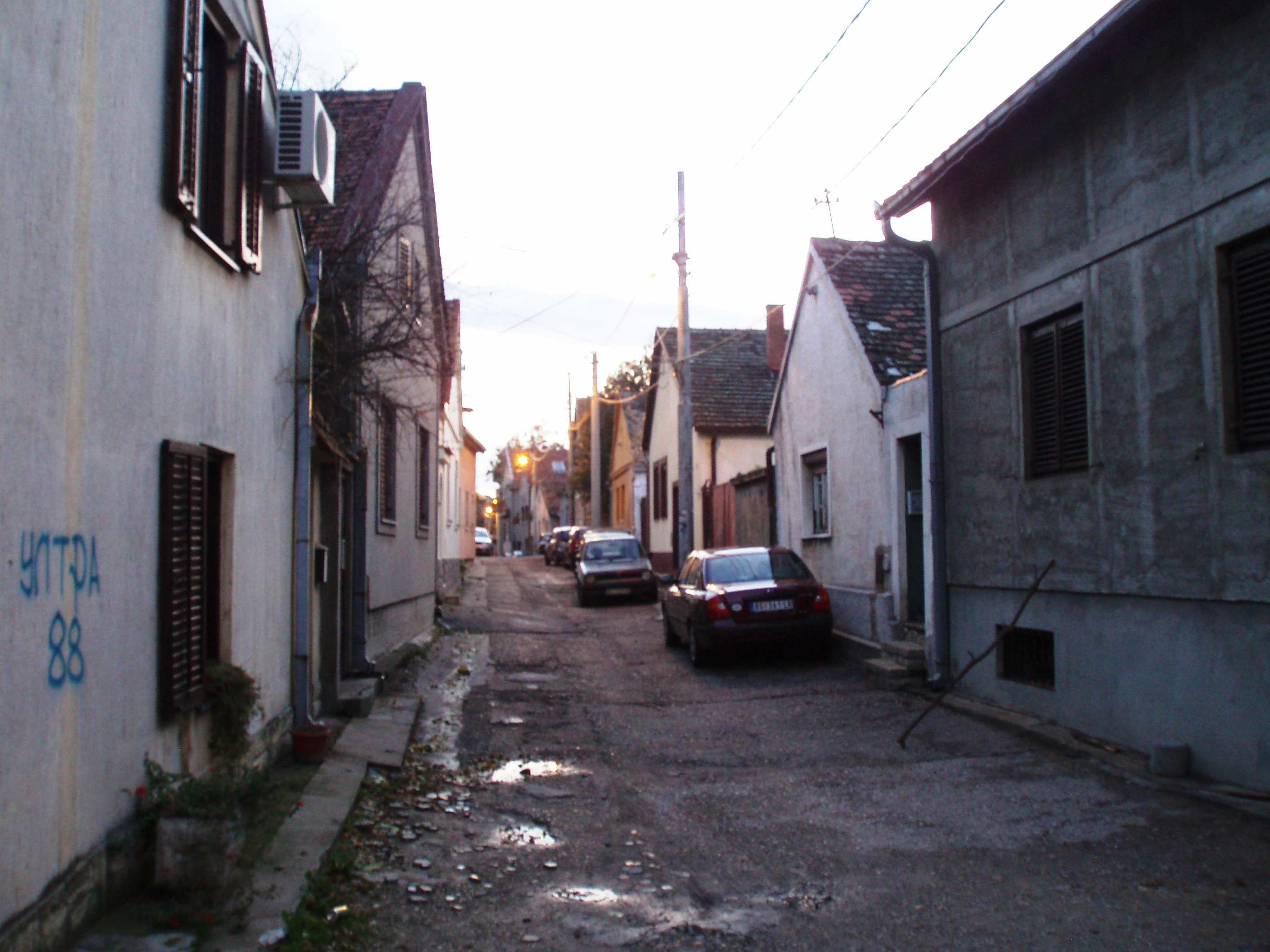
Eine Straße in Gardoš